# Adenanthos flavidiflorus
Adenanthos flavidiflorus är en tvåhjärtbladig växtart som beskrevs av F. Müll.. Adenanthos flavidiflorus ingår i släktet Adenanthos och familjen Proteaceae. Inga underarter finns listade i Catalogue of Life.